# Orana (Nueva Gales del Sur)
Orana es una vasta región situada en el centro-norte de Nueva Gales del Sur (Australia). En junio de 2015, se estimaba que tenía 113 824 habitantes. Tiene una superficie de 198 561 km² y es la región más grande de Nueva Gales del Sur, ya que abarca aproximadamente el 25 % de este estado. Las principales localidades son Dubbo y Cobar. Esta región se corresponde aproximadamente con la División Estadística Noroeste de la Oficina Australiana de Estadística .

## Etimología
Se dice que el término «Orana» significa «bienvenido» en una lengua aborigen, tal vez la del grupo local wiradjuri. Orana se popularizó como palabra aborigen australiana en el villancico Orana to Christmas Day, publicado en 1948, aunque se desconocen sus verdaderos orígenes. El lingüista David Nash sugiere que el verdadero origen de «Orana» podría ser una lengua polinesia y señala que «Kia orāna» es un saludo común en Rarotonga, la isla más grande de las Islas Cook, y que «Ia Orana» en tahitiano significa «hola». Afirma que la palabra se atribuyó por primera vez a los aborígenes en la década de 1920 y, concretamente, a los wiradjuri, solo a partir de la década de 1970, y que no se ajusta a la forma habitual de las palabras wiradjuri. 

## Economía
La agricultura es la industria predominante en la región de Orana, donde el 86 % de la superficie se destina a uso agrícola. Esta zona representa el 27 % del total de la superficie agrícola de Nueva Gales del Sur. La producción agrícola de la región equivale aproximadamente a 658 millones de dólares australianos, lo que representa el 11,7 % de la producción total del estado. Los empleos en el sector agrícola proporcionan más del 20 % del empleo en la región. El vino elaborado a partir de las uvas de los pocos viñedos de la región de Orana puede etiquetarse como Western Plains.